# Žižkovo náměstí (Praha)
Žižkovo náměstí v Praze je náměstí na Žižkově v Praze 3, nad Ondříčkovou ulicí a nedaleko Žižkovského vysílače, které nese jméno po husitském vojevůdci Janu Žižkovi z Trocnova.

## Historie a popis

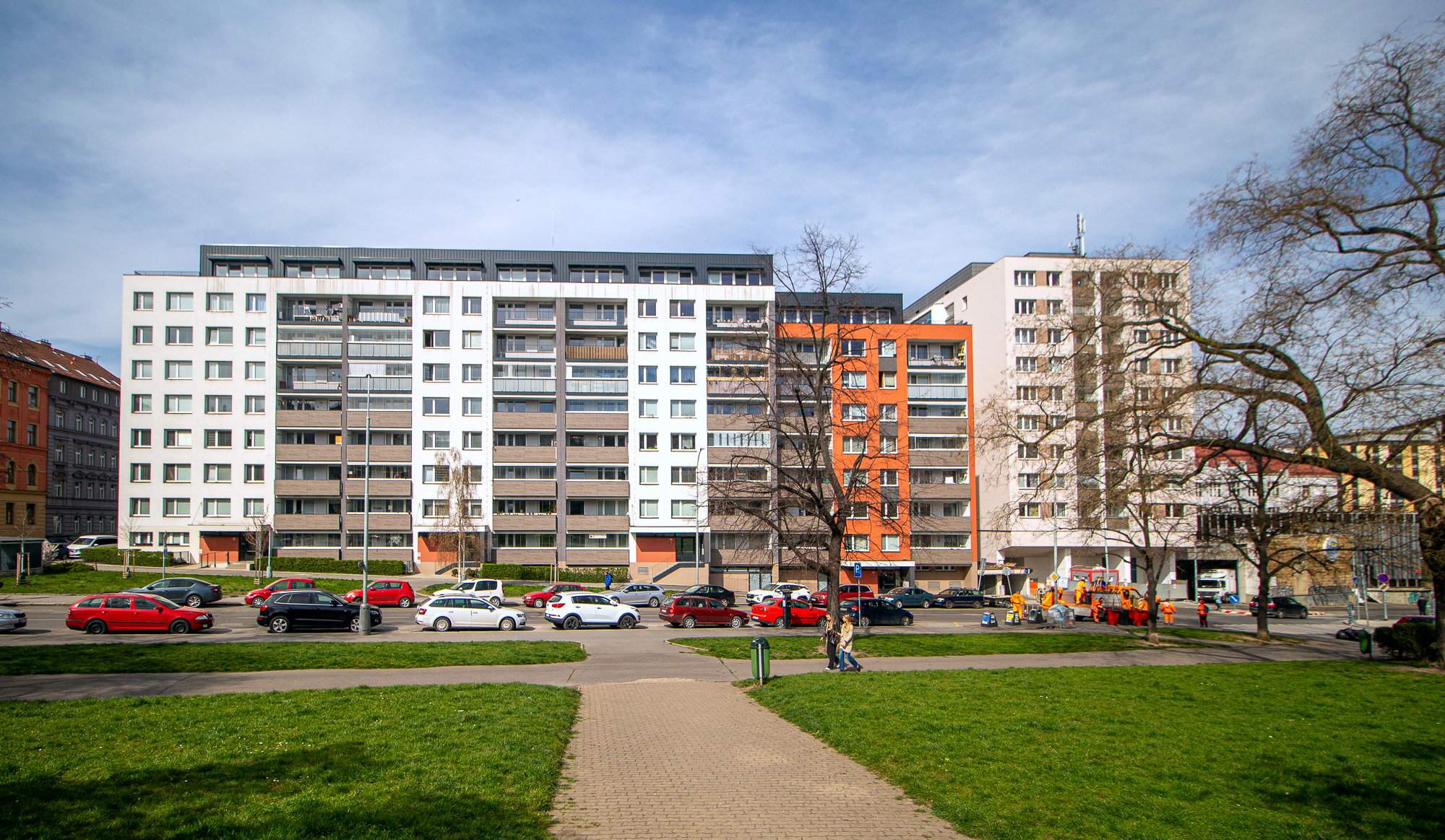
Severní část Žižkova náměstí tvoří Ondříčkova ulice

Žižkovo náměstí vzniklo v roce 1904, ale až do roku 1947 se jmenovalo Kollárovo náměstí (podle slovenského básníka a stoupence slovanské vzájemnosti Jána Kollára, autora Slávy dcery). Pak bylo přejmenováno na Chelčického náměstí (podle jednoho z nejvýznamnějších představitelů české reformace, teologa a spisovatele Petra Chelčického), a název "Žižkovo" získalo až v roce 1958. Předtím (už od roku 1875) se takto říkalo starému žižkovskému náměstí, ležícímu asi o 800 m severněji pod Vítkovem, na kterém stávala obecní váha a které se od roku 1958 jmenuje Tachovské náměstí.
Náměstí je poměrně rozsáhlé, má tvar čtverce zhruba 100 × 100 m, který se od své vyšší jižní strany mírně svažuje k severu. Na této straně je náměstí ještě zvětšeno o plochu vymezenou poněkud šikmo pod ním vedoucí Ondříčkovou ulicí. Zatímco jižní strana náměstí je vlastně pokračováním Křišťanovy ulice, východní strana je pokračováním Radhošťské. Západní stranu tvoří Bořivojova ulice.
Celou východní stranu náměstí zabírá objekt čp. 1300, ve kterém se nachází Vyšší odborná škola uměleckoprůmyslová a Střední uměleckoprůmyslová škola. Tato budova postavená v letech 1924–1927 ve stylu moderního klasicismu podle projektu architekta Františka Vahaly původně sloužila jako Státní odborná škola pro zpracování dřeva. 
Vnitřní prostor náměstí je parkově upravený, s lavičkami. V horní části jsou hřiště, dvě dětská v rozích, mezi nimi oplocené pro míčové hry. 
Spodní blok obytných domů za Ondříčkovou ulicí, na který navazuje ve směru k Táboritské ulici supermarket označovaný jako "Bezovka" (podle bývalého hostince, který ale stával asi o 200 m severněji), byl postaven v sedmdesátých létech 20. století v rámci tzv. asanace Žižkova.
Asi 200 m západně od náměstí se tyčí nepřehlédnutelná věž žižkovského vysílače s lezoucími „Miminky“. 
V dubnu roku 2023 byla dokončena revitalizace horní části Žižkova náměstí: původní zámková dlažba byla nahrazena mlatovou plochou, bylo instalováno veřejné osvětlení, které je možné ve večerních hodinách ztlumit, byly vysazeny nové stromy a keře a byly obnoveny lavičky.